# City of Caterpillar
City of Caterpillar fue una banda estadounidense de screamo nacida en Richmond, Virginia, el año 2000. A diferencia de la mayoría de las bandas screamo, su sonido estuvo muy influenciado por bandas de post rock, tales como Godspeed You! Black Emperor o Mogwai. Esta influencia la compartió con otras bandas screamo, tales como Envy.

## Miembros
- Jeff Kane – guitarra
- Brandon Evans – voz y guitarra
- Kevin Longendyke – voz y bajo
- Pat Broderick – batería
- Ryan Parrish – batería
- Johnny Ward – batería
- Adam Juresko – bajo

## Discografía
- 2000 - Split 7" con System 2600 (Sea of Dead Pirates Records)
- 2001 - A Split Personality Split 7" con pg. 99 (Level Plane)
- 2001 - Tour 7" (Level Plane)
- 2002 - City of Caterpillar (Level Plane)
- 2002 - Demo and Live - a collection of demo songs and a live tracks (Level Plane)